# قلعه پولتساما
قلعه پولتساما (به استونیایی: Põltsamaa linnus) قلعه‌ای در شهر پولتساما، شهرستان یوگوا، استونی است.
این قلعه در سال ۱۲۷۲ میلادی توسط حکومت لیوونی ساخته شده است. این قلعه بین سال‌های ۱۵۷۰ تا ۱۵۷۸ توسط نیروهای لهستانی اشغال شده بودند آنها رویای ایجاد پادشاهی لیوونی را داشتند اما این حکومت هیچ‌گاه به قدرت نرسید.
قلعه پولتساما در جنگ جهانی دوم در یک حمله هوایی به شدت آسیب دید.